# Ning Li (Física)
Ning Li (14 de enero de 1943 - 27 de julio de 2021) fue una científica estadounidense conocida por su controvertida investigación sobre la antigravedad. En la década de 1990, Li trabajó como científica investigadora en el Centro de Plasma Espacial e Investigación Aeronómica de la Universidad de Alabama en Huntsville. En 1999, dejó la universidad para formar una compañía, AC Gravity, LLC, para continuar con la investigación sobre la antigravedad.

## Afirmaciones de antigravedad
En una serie de artículos en coautoría con el también físico universitario Douglas Torr, publicados entre 1991 y 1993, afirmó conocer una forma práctica de producir efectos de antigravedad. Afirmó que se podría producir un efecto de antigravedad al rotar iones creando un campo gravitomagnético perpendicular a su eje de giro. De acuerdo con su teoría, si se pudiera alinear una gran cantidad de iones (en un condensado de Bose-Einstein) el efecto resultante sería un campo gravitomagnético muy fuerte que produciría una fuerte fuerza de repulsión. La alineación puede ser posible atrapando iones superconductores en una estructura reticular en un disco superconductor de alta temperatura. Li afirmó que los resultados experimentales confirmaron sus teorías. Su afirmación de tener dispositivos antigravedad funcionales fue citada por la prensa popular y en revistas científicas populares con cierto entusiasmo en ese momento. En 1997, publicó un artículo que afirmaba que experimentos recientes parecían demostrar cambios de peso anómalos de entre un 0,05 % a 2,1 % para una masa de prueba suspendida sobre un superconductor giratorio. Aunque el mismo artículo describía otro experimento que mostró que el efecto gravitacional de un superconductor no giratorio era muy pequeño, si es que existía algún efecto.
Dejó la Universidad de Alabama en 1999 para fundar la compañía AC Gravity LLC. AC Gravity. En 2001 recibió una subvención del Departamento de Defensa de los Estados Unidos de 448 970 dólares para continuar su investigación sobre la antigravedad. El período de la subvención finalizó en 2002, pero nunca se hicieron públicos los resultados de esta investigación. No existe evidencia de que la compañía haya realizado ningún otro trabajo, aunque en 2021, AC Gravity aún figuraba como un negocio existente.

## Muerte
Ning Li murió a la edad de 79 años, el 27 de julio de 2021.